# Техники тела
Те́хники те́ла (фр. techniques du corps) — телесные практики, передаваемые от человека к человеку в качестве своего рода инструментальных навыков. Термин введён французским социологом и антропологом Марселем Моссом. Мосс проводил классификацию различных техник тела в зависимости от пола, возраста и других признаков: техники детства, юности, зрелости, техники акушерства и родов, а также техники отдыха, сна, питания, гигиены, сексуальных практик, танцев и т. п. Понятие техник тела позже разрабатывали Клод Леви-Стросс, Эмиль Дюркгейм, Марсель Гране (техники дыхания в культуре Древнего Китая), Мирча Элиаде («техники экстаза» применительно к религиозным практикам). На пересечении исследований техник тела и психоанализа возник ряд психотерапевтических направлений (телесно-ориентированная терапия Вильгельма Райха, психодрама Якоба Морено).